# Zuza v zahradách
Zuza v zahradách je krátký český animovaný film z roku 2022 režisérky Lucie Šimkové-Sunkové podle stejnojmenné knihy Jany Šrámkové.
Film byl uveden v soutěžní sekci věnované dětskému publiku na Berlinale 2022.

## Výroba
Film je vytvořen ruční technikou olejomalby na sklo. Lucie Šimková-Sunková během pěti měsíců namalovala 90 pozadí, natáčení spojené s tvorbou 17 000 malovaných oken trvalo dalších devět měsíců. Denně natočila jen zhruba 4 vteřiny filmu.